# キリストの墓 (日本)
キリストの墓（キリストのはか）は、青森県三戸郡新郷村戸来にある、イエス・キリストが埋葬されていると主張される墓所である。

## 概要
一般的に「キリストの墓」と呼ばれるのはエルサレムの聖墳墓教会である。戸来村の「キリストの墓」は、1935年（昭和10年）、皇祖皇太神宮天津教の教主である竹内巨麿らによって「発見」された。
その契機となったのは、当時の戸来村村長である佐々木伝次郎が、観光振興の一環として、日本画家の鳥谷幡山を招いたことである。竹内の信奉者であった鳥谷は、日本における超古代文明の存在を信じており、戸来村を視察したのちここが古代の神都であったと結論づけた。彼の「発見」をうけた竹内ら天津教の関係者は戸来村を訪れ、同地に古くから存在した塚がキリストの墓であると主張した。彼らの論じるところによれば、ゴルゴタの丘で処刑されたのはキリスト本人ではなく、実際にはその弟であるイスキリであり、キリストは実際には日本まで逃れ、当時神都として栄えていた戸来で余生を過ごした。同説は、昭和期に突然現れた、歴史的な文脈を有さない湧説（）であったものの、特に戦前・戦中期においては、竹内の信奉者を中心として、一定の支持者を集めた。
1970年代のオカルトブーム以降、同地は観光地として注目されるところとなり、毎年6月に開催される「キリスト祭り」には多くの観光客が集まる。地域住民や来訪者を含めて、この主張の真正性を信じているものはほとんど存在せず、キリストの墓は往々にして「B級スポット」とみなされている。しかし、キリストの墓は、新郷村の地域住民のあいだで、アイデンティティを依拠する場所としても認識されつつある。

## 通説

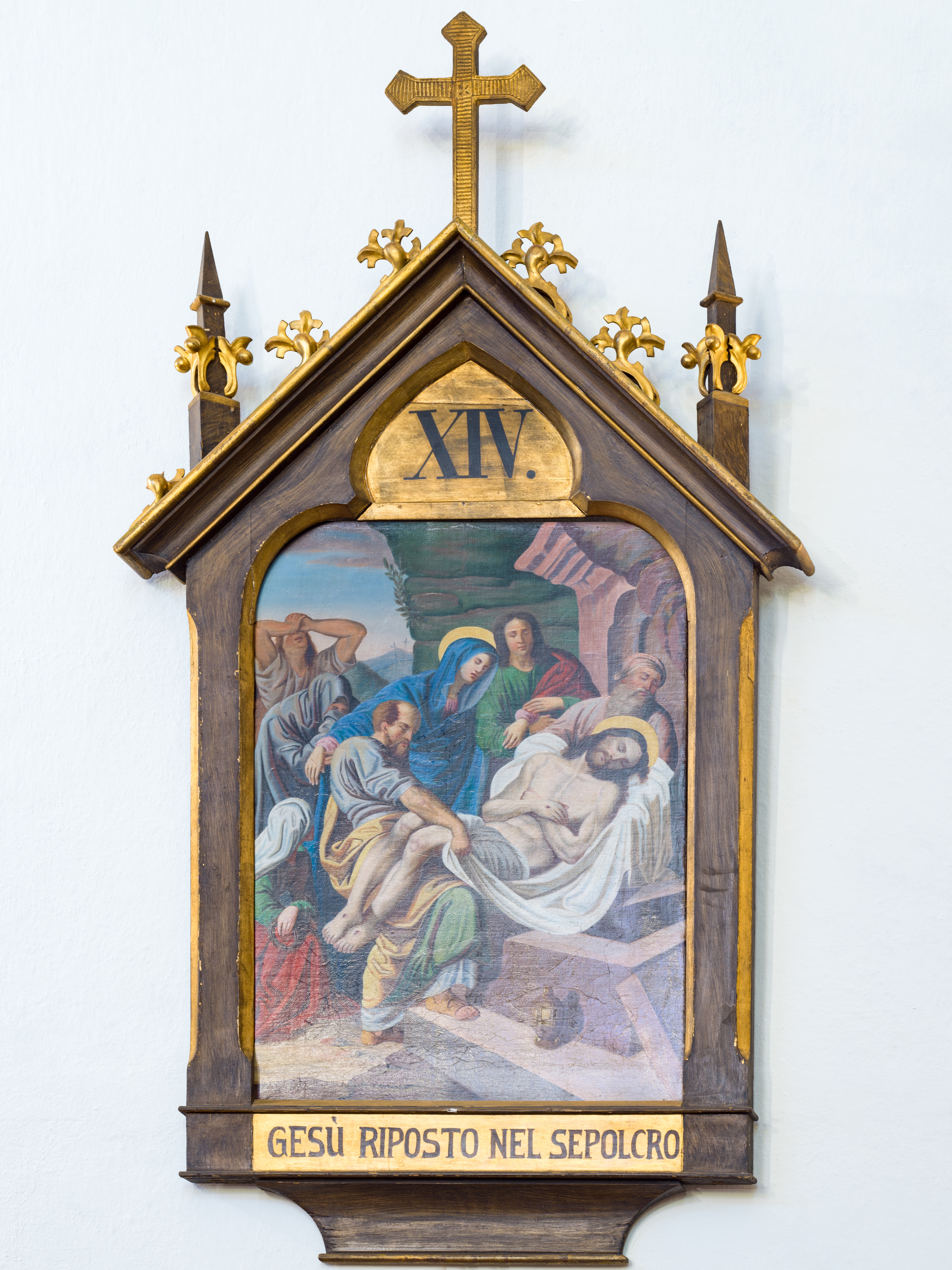
十字架の道行き14留『イエスは墓に葬られる』（イタリア・トレンティーノ＝アルト・アディジェ州・セルヴァ教区教会）

『新約聖書』「ヨハネによる福音書」（新共同訳 19:41-42）には、「イエスが十字架につけられた所には園があり、そこには、だれもまだ葬られたことのない新しい墓があった。その日はユダヤ人の準備の日であり、この墓が近かったので、そこにイエスを納めた」とある。聖書上の記述を信用する限り、イエスはゴルゴタの丘で刑死したのち、3日後に復活するまでの間、刑場の近辺にある墓所に埋葬されていたようである。
エルサレムの聖墳墓教会は、伝統的にイエスの墓所の上に立てられたものであると信じられている。文献上、同地がイエスの墓地であると主張されはじめるのはローマ帝国がキリスト教を公認・国教化した4世紀以降のことである。ローマ皇帝であったコンスタンティヌス1世はキリスト教を支持しはじめ、ミラノ勅令によりこれを公認した。エルサレム司教であったマカリウスは記念碑を建てるべく、キリストの墓地を発掘する許可をもとめ、皇帝はこれを認めた。エウセビオスの『オノマスティコン』によれば、ゴルゴタの丘の大まかな位置は4世紀当時においてよく知られていたといい、キリストの墓の位置についても大まかな見当はついていた可能性がある。とはいえ、この地点がイエスの墓所であることを立証する、決定的な文献学的・考古学的根拠は存在しない。
同教会が城壁の内側にあることが、聖書の記述と食い違うことを根拠に、ダマスカス門の北に位置する園の墓をキリストの墓所に比定する意見もある。しかし、19世紀末にあらわれたこの主張は、この墓地の様式が紀元前8世紀ごろのものであること、聖墳墓教会の立地もローマ帝国時代には城壁の外側であったことなどから、おおむね退けられている。園の墓を管理する The Garden Tomb Association もまた、「ここが実際に救い主の埋葬された墓地であるかどうかは究極的には問題ではなく、重要なのはここを訪れる人びとが、今も生きておられる救い主と巡り合うことである」と述べている。

## 来歴

### 鳥谷幡山によるピラミッドの発見

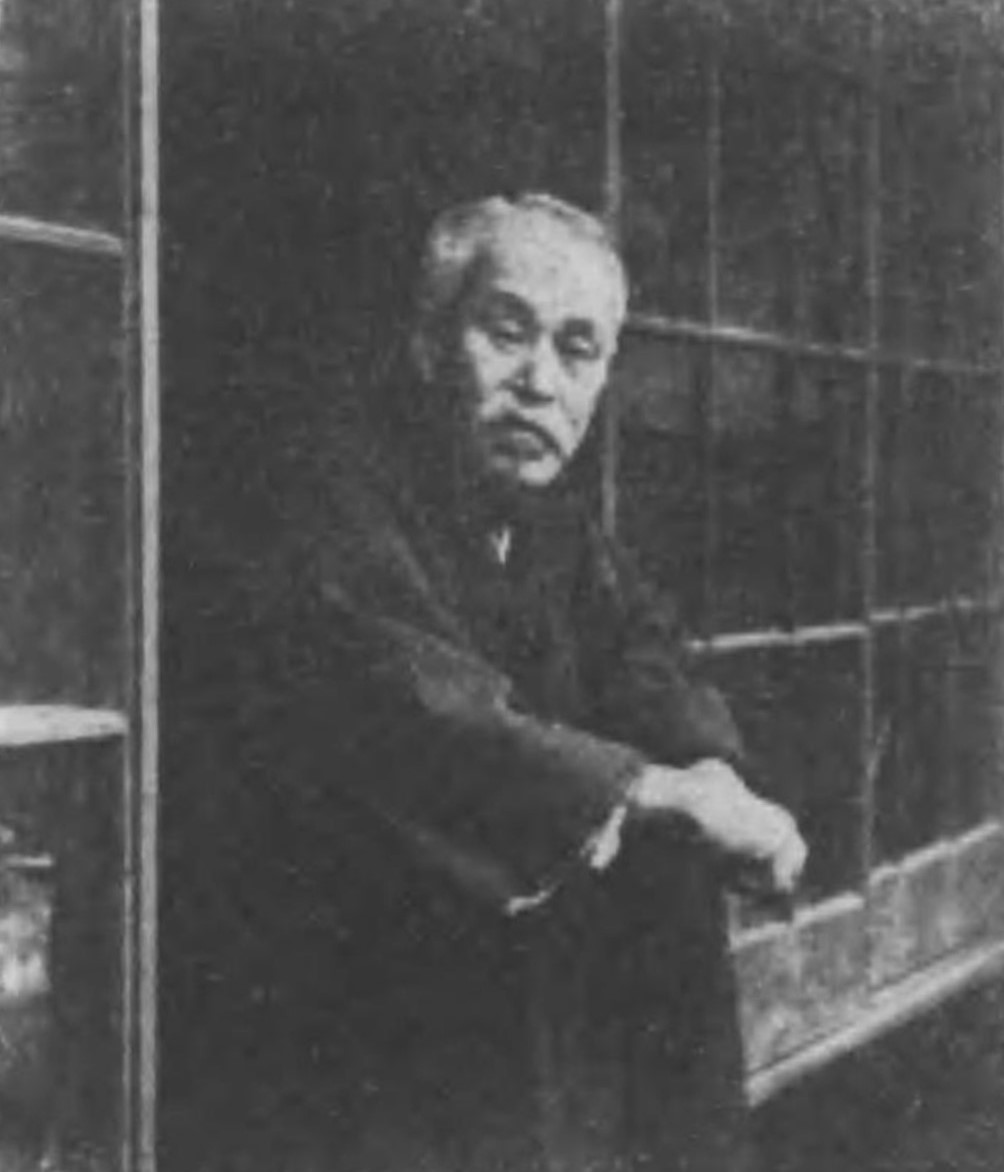
鳥谷幡山（1940年ごろ）

「キリストの墓」が青森県で発見される契機となったのは、1934年（昭和9年）10月、三戸郡戸来村村長・佐々木伝次郎が、村内の景勝地である、迷ヶ平の自然林を広く宣伝するべく、日本画家の鳥谷幡山を招いたことである。鳥谷は三戸郡七戸町出身の、東京美術学校で寺崎広業や橋本雅邦に師事した日本画家であり、十和田湖を画題とした絵でよく知られていた。佐々木による鳥谷の招聘の背景には、当時、十和田湖一帯をめぐる観光開発運動が関連していた。20世紀以降、大町桂月などのはたらきにより十和田湖は景勝地としての名前を高めるようになっており、県では同地を国立公園とすべく請願が盛んに行われていた。これにあたって道路と交通機関が整備されたが、この観光ルートから戸来村は外されてしまった。佐々木はこれを受け、村の観光を振興すべく、同年9月には「戸来村郷土史蹟調査会」を立ち上げていた。
戸来を訪れた鳥谷は「壮最雄麗の境地」たる同地の景観に感銘を受けるとともに、同地が「彼の竹内古文献に在る、葺不合朝三十七代のみかどの仙洞し給ひし神都の跡」なのではないかと「不図想起」するに至った。鳥谷は偽書である『竹内文書』に親しんでおり、1929年（昭和4年）3月10日にはすでに酒井勝軍・中山忠直・中山忠也（漢方医、忠直の父）・長谷川栄作・有賀成可（弁護士）とともに、神宝を拝観しているようである。このとき、天津教の教主である竹内巨麿は「モーセの十戒石」を公開し、日本人とユダヤ人のつながりを直感的に確信し、その物的証拠を探していた酒井を感動させている。酒井は1934年（昭和9年）4月23日、広島県の葦嶽山がピラミッドであることを「解明」しているが、この調査にあたって5月29日、鳥谷は酒井に同行し、ピラミッド造営の証拠であるところの「方位石」を発見している。また、これに応じる形で、7月には竹内が「ピラミッド御神体石」と「弥広殿（）由来」を「発見」している。
このような背景のもと、鳥谷は迷ヶ平の近郊に「ピラミッド形の山容」である御石神山が存在することを発見した。実際にこの山を登った鳥谷はドルメンと鏡石のようなものを確認し、これが葦嶽山同様にピラミッドであることを確信する。鳥谷はピラミッドが太陽崇拝の遺構であると考えており、同地がピラミッドである以上は「太陽石」が存在するはずであると考えていたが、佐々木は実際にそのようなものが存在した記憶があると応えた。鳥谷は祭政復古ののちには十和田湖の絶景を目にした観光客はみな迷ヶ平のピラミッドに参拝するようになるであろうと力説し、「皆々大いに称賛の意を表した」という。このようにして、佐々木による戸来村の地域振興策は、思わぬ方向に転がりだすこととなった。
この「大石神ピラミッド」の発見は、酒井によりただちに追認されることとなり、12月1日、鳥谷は地元紙である『東奥日報』に「太古日本、第二のピラミッド発見──三戸郡戸来村に於て」なる記事を寄稿している。また、鳥谷は同紙に1935年（昭和10年）5月10日、「太古戸来の神都と諸外国民族の関係」なる記事を投稿し、同地に伝承される盆踊り唄「ナニャドヤラ」が、ヘブライ語の進軍歌であるとする川守田英二の説を紹介している。また、この間である3月、竹内は石川県でモーゼの墓を発見している。

### 竹内巨麿によるキリストの墓発見

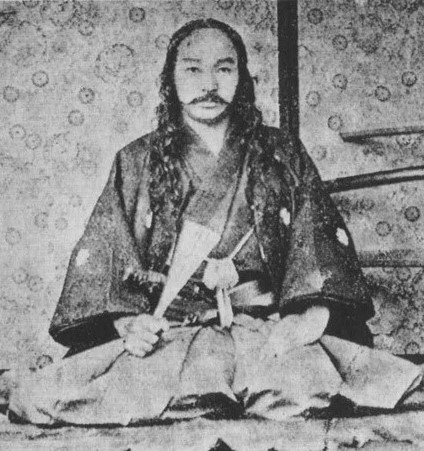
竹内巨麿（1912年ごろ）

新聞記事の影響もあり、8月には郷土の有志による働きかけのもと、戸来の実地調査が実現する。鳥谷はピラミッドに関して「酒井の直弟子のような存在」であり、酒井を首班とする調査を望んでいた。しかし、当時、彼は病に伏せており、「御神宝と古文献の秘蔵家たる竹内巨麿爺を促し、其文献と対照しての史蹟探求」をおこなうこととなった。なお、鳥谷が1963年（昭和38年）に記した回顧録である『神日本とイエスキリスト』によれば、戸来行きは竹内の要望であり、「尠なからず不純の動機がある」と考えた鳥谷はこれを一度は退けるも、断りきれなかったのであるという。
8月6日に磯原を出立した竹内は平駅で鳥谷と落ち合い、ほか数人とともに翌8月7日に尻内駅に到着した。五戸の中川原貞機邸で朝食をたべたのち、一同は戸来に向かい、実地調査をおこなった。一行は4丈ほどの墓所館（）という小山に登り、ここで丸塚がふたつ並んでいるのを見つけた。竹内は黙祷したのち「ここだここだ」と力強く宣言した。竹内はこの塚に目印を立て、「十来塚」と記すべきだと村長に伝えた。竹内によれば、戸来は神都であるだけにとどまらず、「二千年前の昔、西亜細亜の果てより渡来した猶太聖者の隠棲終焉の地」でもあったのだ。鳥谷 (1936:33–44)によれば、キリストの墓が戸来にある経緯は以下の通りである。
キリストはカルバリの丘にて十字架にかけられようとするが、弟・イスキリと使徒の助けにより、不憫ながら容姿のよく似ていた弟を身代わりに立てることに成功する。5年間の旅ののち、崇神天皇33年、八戸港にたどり着く。武内宿禰の祖父にあたる武雄心（）親王のとりなしにより日本への帰化安住を許されたキリストは、戸来に住み、天国（）であるところの日本の言語と文字を習得した。キリストは「八戸太郎」ないし「十来太郎天空」を名乗り、人情風俗を察すべく全国を行脚した。赤ら顔の鼻高であった八戸太郎は、天狗伝説のもととなった。また、十和田湖の主として知られる「八之太郎」もキリストのことである。彼は、皇祖皇太神宮に参拝したのち戸来に戻った。景行天皇11年、キリストは来日してから66年、106歳で逝去した。その後、門人である大平太郎坊・金笠太郎坊により、キリストは戸来の墓所館に葬られ、その塚は十来塚を名付けられた。また、キリストの身代わりとなった弟の頭髪と耳も埋葬された。
しかしこうした「発見」に対して、日ユ同祖論者であり天津教の中心人物でもあった酒井はあまり食指を動かしていない。久米晶文はこれについて、キリストと神国日本を同一視していた酒井にとって、「キリスト日本渡来説そのものが単純で子どもっぽいものと映じていたのかもしれない」と論じている。藤原明は、『神日本とイエスキリスト』にある、鳥屋の竹内に対する否定的な言及は、酒井と竹内の軋轢を反映するものではないかと論じている。
毎日新聞社の取材によれば、墓所館は地元に住む沢口家の裏山で、沢口家代々の墓石が100基ほど存在する。この塚については「昔、大きな館があった跡で、偉い人の墓だ」という言い伝えがあった。ほかの先祖の墓と同様に世話こそしていたものの、その詳細については判然としなかった。戸来村にはキリスト教徒は存在せず、潜伏キリシタンの伝統なども存在しなかったことから、竹内によるキリストの墓の発見は降って湧いたような話であった。このことから、『新郷村史』は、これを「伝説」ということはできないとして、「湧説（）」の言葉を用いている。戸来の住民にとって、竹内らのような「得体のしれない人々」の来訪は印象的なことであったらしく、岡本亮輔は2015年の著作で、竹内一行の来村は今もなお語り継がれるものであり、そのときには往々にして彼らが乗っていた「黒塗りの車」についても言及されると述べている。

### 天津教事件後の動向

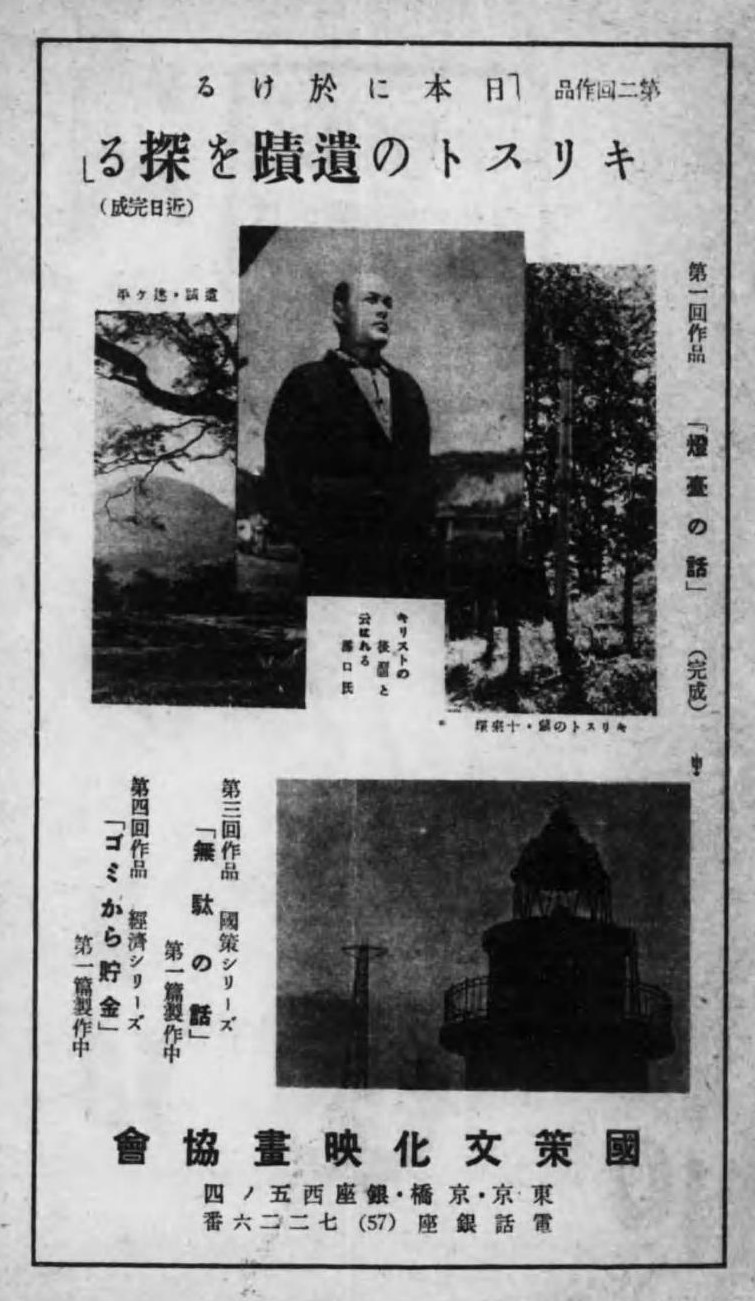
『日本に於けるキリストの遺蹟を探る』予告。

1936年（昭和11年）2月13日には、竹内およびその信徒である吉田兼吉が、伊勢神宮に対する不敬の容疑で逮捕された。これにより、天津教が有していた多くの「神宝」は、捜査資料として押収されることとなった。これは天津教の信奉者に対しておおきな痛手であり、鳥谷もまた失望落胆の日々を送った。しかし、鳥谷は霊媒師を呼び、キリストを降霊させることによって問題を解決することに成功した。これにより、キリストが身分の高い家から「ユミ子」なる女性を娶っていること、彼女との間には3人の子女を得ており、その子孫が現在、キリストの墓の墓守をしている沢口家であることなどが新たに「判明」した。
その後、キリスト湧説は山根菊子による1937年（昭和12年）の著作である『光りは東方より』により、さらに広く紹介される。山根はキリストが死去した年齢は118歳であると主張したほか、キリストの墓が「十来塚」であるのに対し、イスキリの墓は「十代墓」と称すといった新しい説をとなえた。また、山根は迷ヶ平はエデンの園であると主張した。鳥谷は、山根らによるこうした湧説の展開を好ましく思っていなかったらしく、山根について「己れが発見探求したかの如く公言して憚らないのは呆れたものであった」などと苦言を呈している。
アイダホ大学図書館特別コレクション・アーカイブには、ニューソートの一派であるサイキアナの中心人物であった、フランク・B・ロビンソンの関連資料として、1938年（昭和13年）12月16日付けの、AP通信東京支局のレルマン・モーリンによる、「Strange Story of Jesus: Did Christ Die In Oriental Land?」なる記事の切り抜きが収録されている。鳥谷によれば、同社を介して、キリストの墓に関する報道は「北アメリカ一千余」の新聞でなされたという。
仲木貞一もまた「昭和十三年十一月二十二日の紐育新聞」でこの報を目にし、この事実を映画化すべく調査に乗り出した。仲木の企画・脚本による『日本に於けるキリストの遺蹟を探る』は1939年（昭和14年）に公開された。同映画は沢口家への取材や戸来の風習などをもとにキリストの日本渡来の傍証を調査するという内容のもので、『キネマ週報』は「熱と努力は充分うかがえる」と評価している。また、仲木はその後も同映画に関連して、太古日本のピラミッドやエデンの園に比定される迷ヶ平、大湯のストーンサークル、曾尸茂梨のスサノオ史蹟なども取材していたらしく、これにあたって小磯國昭から撮影費を提供されている。同映画の制作関係者であった中里義美の日記には、1944年（昭和19年）5月18日づけで、「戸来岳磐境の映写費弐阡参百六円也を無条件にて快く手交し呉れたり」との記述があるほか、同年10月6日には首相官邸での試写会があったとも記されている。また、地元の鉄道会社である南部鉄道も、キリストの墓を観光地として喧伝した。
一方で、当時の地元の視線はおおむね冷淡なものであった。郷土史家の葛西覧造は『陸奥史談』において戸来神都説について「面白いが不十分」であるとするほか、阿保親徳は鳥谷らの調査の杜撰さを批判したうえで、「十和田湖近くの戸来村にキリストやモーゼの墓塚がないとしても十和田湖の景色は世界唯一である」と述べている。また、戸来村民には、戦前・戦中の空気感のなか、周辺の村民から英米の宗教であるところの「“キリストの墓”がある村の者」ということで、不快な目にあった者もいたという。

### 戦後の観光地化

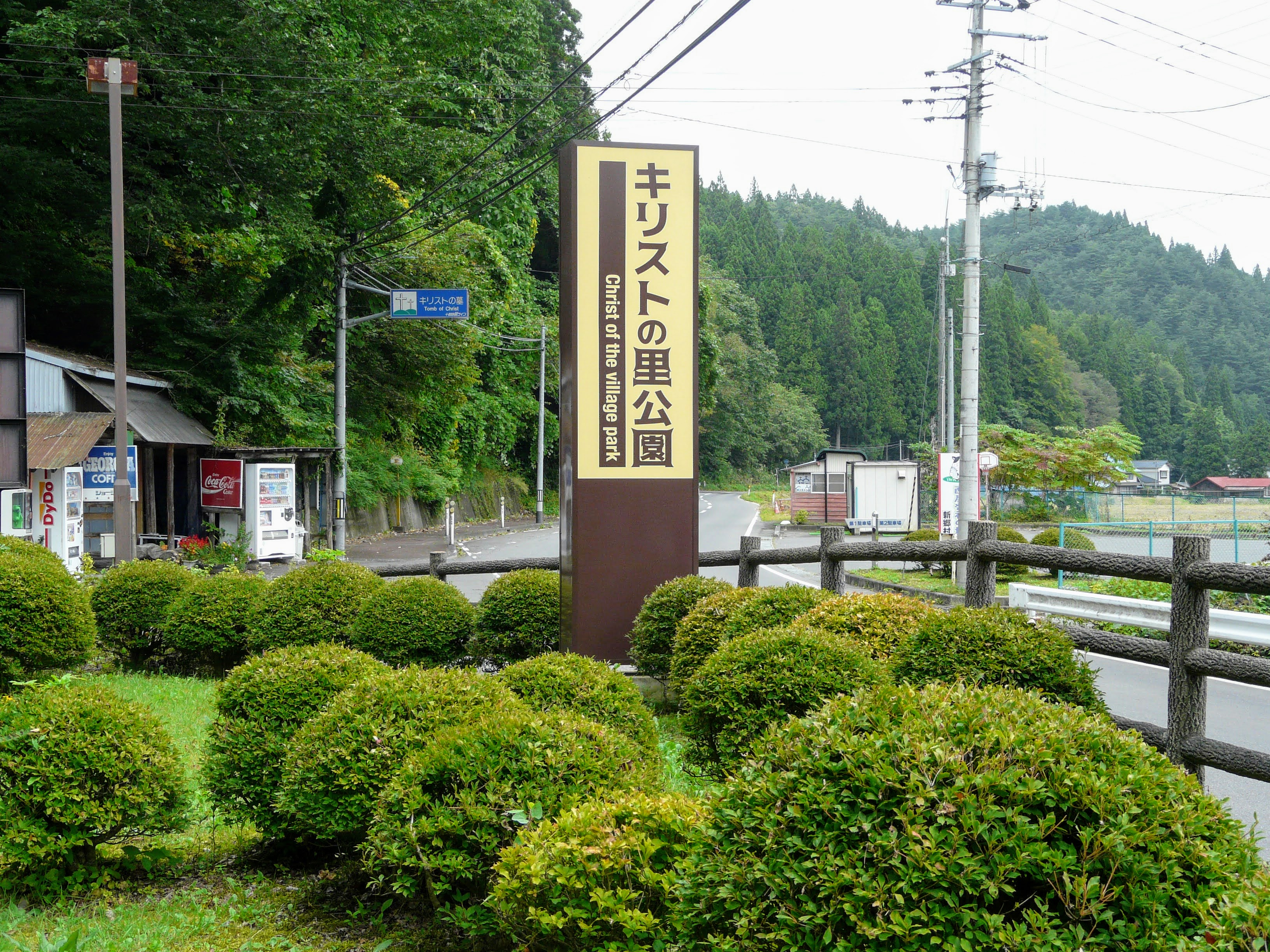
「キリストの里公園」入口看板（2020年）

1956年（昭和31年）には、戸来村は隣接する野沢村・西越地区と合併し、新郷村となった。1964年（昭和39年）には新郷村観光協会が設立され、6月7日には観光振興のために「キリスト祭」が開催される。発起人は戸来村・三嶽神社の細川多門宮司であり、運営は商工会長と観光協会長をつとめた下栃棚留吉らが中心にとりおこなった。きっかけとなったのは同年の東京オリンピックであり、当時の村長である須藤良美によれば、「祭りというより、ただの集まりのようなもの」であった。『webムー』の取材によれば、牧師を招き、讃美歌を歌ったこともあったというが、「雰囲気が現場に合わなかった」ことから、以来神事となったという。当初、この祭りは商工会が運営していたが、のちに観光協会に主宰がうつった。
キリストの墓が本格的に注目されるのは1970年代のオカルトブーム以降である。1973年（昭和48年）12月23日号の『サンデー毎日』は、この時期にキリストの墓を紹介した初期の記事であり、十来塚・十代墓が、ナニャドヤラや、子供をはじめて屋外に出すときに額に墨で十字を書く風習といった地元の風俗とともに面白おかしく紹介された。その後も、キリストの墓は、斎藤栄『イエス・キリストの謎』（1974年）や、高橋克彦『竜の柩』シリーズ（1989年 - 2006年）など、伝奇的なフィクションの題材としてしばしば引用された。キリストの墓は「キリストの里公園」として整備され、1996年（平成8年）5月4日には「キリストの里伝承館」が開館した。2000年代以降、個人がインターネットを通じて自分の旅情報を公開することが一般的になると、キリストの墓は「B級スポット」あるいは「珍スポット」、キリスト祭りは「奇祭」として言及されることが多くなる。2012年（平成24年）ごろには、地元有志によって売店である「キリストっぷ」も開設された。キリストの墓は新郷村の重要な観光資源のひとつであり、村役場の近くにあるラーメン屋では六芒星のなるとを乗せた「キリストラーメン」を名物としている。
ホスト・ゲストを問わず、往々にしてキリストの墓は偽物であると扱われている。とはいえ、観光客の中には、キリストの墓を霊験を有するパワースポットとみなしている者も少数ながら存在し、墓前で舞いを披露する人や、伝承館の前に置かれたピラミッド模型の中で瞑想する人なども時折目にすることができる。また、キリスト祭りでは例年、キリストの墓の霊験により病が治ったという人から感謝の花が送られる。また、祭りがはじまってから50年以上が経過した、2015年（平成27年）時点において、キリストの墓は共同体のアイデンティティと結びつくものとなっていることが報告されている。岡本は、地域住民からの聞き取りを通し、住民のほとんど全員が湧説の史実性を否定する一方で、「キリストの墓は竹内以前より尊重されてきた場所である」「この墓がキリストの墓であると信じることは尊重すべきである」といった立場を有していることを指摘する。岡本は、新郷村のキリストの墓という事例は、観光空間の真正性について考察する際、従来重視されていたものとしての完全性といった客観的な要素だけでなく、場所を取り巻く人々の意識や感情といった主観的な要素も考慮にいれるべきことの証左であると主張する。

## 施設・行事

### キリストの里伝承館

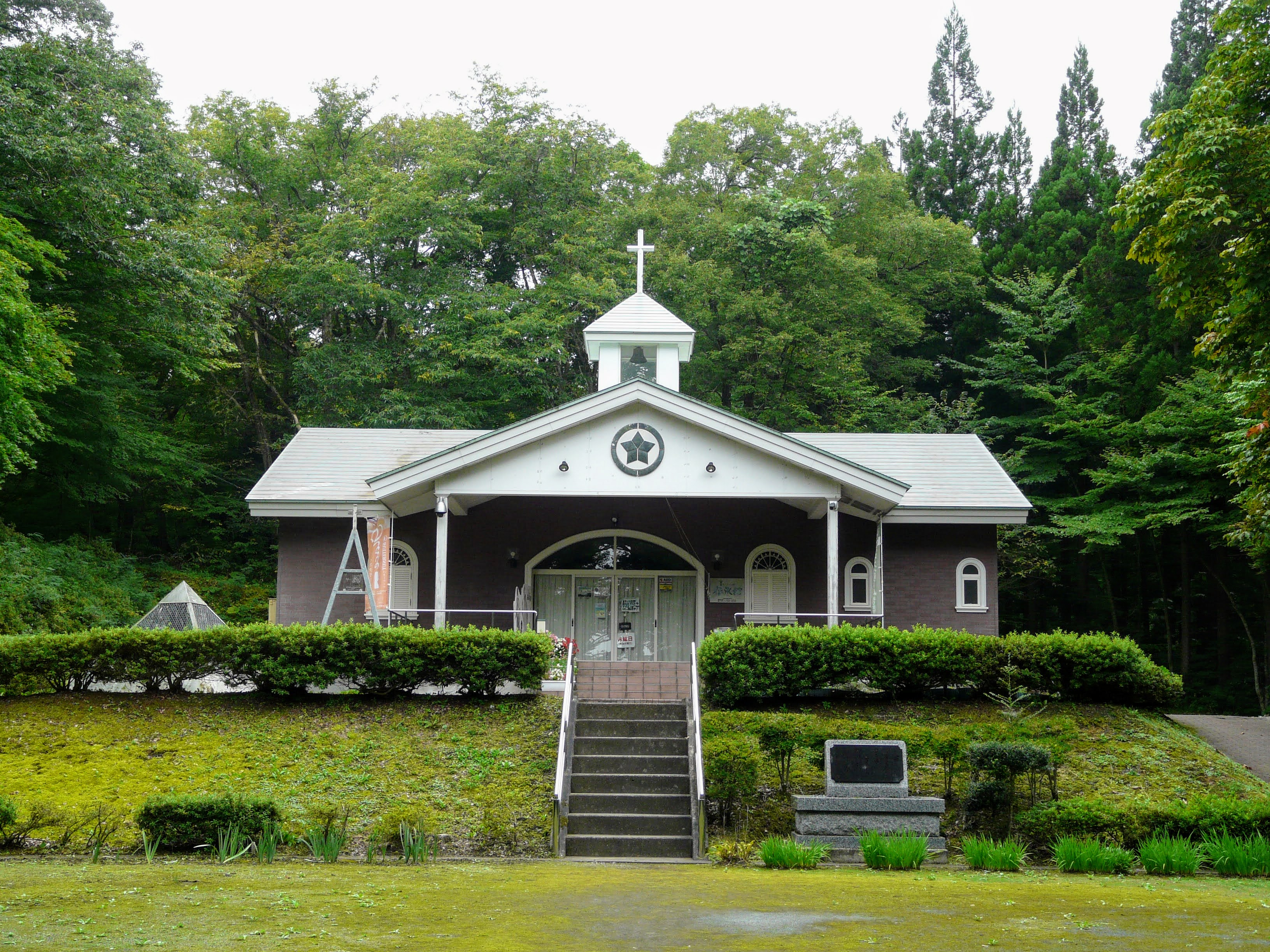
キリストの里伝承館（2020年）

1996年（平成8年）5月4日開館。新郷村が出資する公社が運営する。おおむねキリスト湧説を取り扱うほか、地元の民俗などの展示もある。2021年（令和3年）には、キリストに関する展示を中心に、「村にまつわるミステリー」をメインテーマとしてリニューアルした。午前9時から午後5時まで営業。休館日は毎週水曜日だが、夏休み期間中は無休。冬季は全休。入館料は高校生以上200円、小・中学生100円。

### キリストっぷ
キリストの墓の横につくられた売店である。新郷村の地域振興活動をおこなう、平葭健悦（）により運営されている。地元に観光客が消費する場が存在しないことを気にした平葭が、2012年（平成24年）ごろに開店したもので、日曜日のみ、午前10時から午後3時までの営業。Tシャツやタオルのほか、キリストの「墓」「アーメン」にちなんだハッカ飴、キリストの墓の「そば」にあることにちなんだ蕎麦などを販売している。

### キリスト祭
1964年（昭和39年）に第1回が開催された。例年6月の第1日曜日が祭日であり、村長が大祭長となる。墓主で「キリストの子孫」である沢口家当主や、村の観光協会会長も臨席する。祭りの時間はおおむね80分ほどであり、神主による祝詞奏上ののち、国会議員・県議・市議など来賓による祝辞と玉串奉奠（）、獅子舞の奉納、キリストの墓を題とする短歌の表彰式、ナニャドヤラの奉納がおこなわれる。新郷村自体の人口は3000人にも満たないが、キリスト祭りには多いときには1000人以上の参加者が集い、重要な観光資源のひとつとなっている。

## 舞台にした作品

### 漫画
- いしかわじゅん 『約束の地』

### 小説
- 斎藤栄『イエス・キリストの謎』
- 高橋克彦『竜の柩』